# Sofia Spanoudi
Sofia Ioannidou-Spanoudi auch Sophia Ioannidou-Spanoudi (griechisch Σοφία Σπανούδη, oder Σοφία Ιωαννίδου-Σπανούδη, * 1878 in Istanbul; † 1952 in Athen) war eine griechische Pianistin, Musikpädagogin, -kritikerin und -wissenschaftlerin.
Spanoudi studierte in Dresden Klavier und in Paris Musikwissenschaft. Von 1900 bis 1910 lebte sie als Klavierlehrerin in Istanbul. Nach dem Ende des Griechisch-Türkischen Krieges 1922 musste sie nach Athen fliehen. Dort wirkte sie als Musikkritikerin und -wissenschaftlerin. Insbesondere engagierte sie sich in der Auseinandersetzung um den Rembetiko, den Flüchtlinge vor den türkischen Repressionen nach 1922 aus Kleinasien mitgebracht hatten. Ihr Schüler Manolis Kalomiris bezeichnete sie nach ihrem Tod als die „Mutter der griechischen Musik“.